# Bucephaloptera
Bucephaloptera is een geslacht van rechtvleugeligen uit de familie sabelsprinkhanen (Tettigoniidae). De wetenschappelijke naam van dit geslacht is voor het eerst geldig gepubliceerd in 1923 door Ebner.

## Soorten
Het geslacht Bucephaloptera omvat de volgende soorten:
- Bucephaloptera bolivari Karabag, 1950
- Bucephaloptera bucephala Brunner von Wattenwyl, 1882
- Bucephaloptera convergens Karabag, 1950
- Bucephaloptera cypria Ramme, 1933
- Bucephaloptera ebneri Uvarov, 1927
- Bucephaloptera robusta Karabag, 1956